# Классовая адресация
Сетевая классовая адресация - это метод IP-адресации, использование которого не позволяет экономно использовать ограниченный ресурс IP-адресов, так как невозможно применять маски к различным подсетям.

## Основные понятия
Изначально адресация в IP-сетях основывалась на классах: первые биты определяли класс сети, а по классу сети можно было определить, сколько битов присвоено номеру сети и номеру узла, что в общей сложности составляло 5 классов:
| Класс A | 0 | адрес сети (7 бит) | адрес хоста (24 бита) |

| Класс B | 10 | адрес сети (14 бит) | адрес хоста (16 бит) |

| Класс C | 110 | адрес сети (21 бит) | адрес хоста (8 бит) |

| Класс D | 1110 | Адрес многоадресной рассылки |

| Класс E | 1111 | Зарезервировано |

Адресация IP.
Особенностью IP является гибкая система адресации. Плата за это — наличие 
централизованных служб типа DNS.
Адрес состоит из двух частей – номер сети и номер узла в сети. IP-адрес версии 
4 имеет длину 4 байта, записывается в виде четырех десятичных чисел, разделенных точками.
Для определения, какие байты принадлежат номеру сети, а какие номеру узла, существует несколько подходов.
Одним из подходов был классовый метод адресации.
| Класс | Первые биты | Распределение байт (С - сеть, Х-хост) | Число возможных адресов сетей | Число возможных адресов хостов | Маска подсети   |
| ----- | ----------- | ------------------------------------- | ----------------------------- | ------------------------------ | --------------- |
| A     | 0           | С.Х.Х.Х                               | 128                           | 16 777 216                     | 255.0.0.0       |
| B     | 10          | С.С.Х.Х                               | 16 384                        | 65 536                         | 255.255.0.0     |
| C     | 110         | С.С.С.Х                               | 2 097 152                     | 256                            | 255.255.255.0   |
| D     | 1110        | Групповой адрес                       | Групповой адрес               | Групповой адрес                | Групповой адрес |
| E     | 1111        | Зарезервировано                       | Зарезервировано               | Зарезервировано                | Зарезервировано |

Нетрудно посчитать, что всего в пространстве адресов IP — 128 сетей класса A по 16 777 216 адресов, 16 384 сети класса B по 65 536 адресов и 2 097 152 сети класса C по 256 адресов, а также 268 435 456 адресов многоадресной рассылки и 268 435 456 зарезервированных адресов. С ростом сети Интернет эта система оказалась неэффективной и была дополнена бесклассовой адресацией (CIDR).